# Kale (district, Denizli)
Kale is een Turks district in de provincie Denizli en telt 22.542 inwoners (2007). Het district heeft een oppervlakte van 679,94 km².
De bevolkingsontwikkeling van het district is weergegeven in onderstaande tabel.
| 1997   | 2000   | 2007   | 2020   |
| ------ | ------ | ------ | ------ |
| 24.887 | 21.390 | 22.542 | 19.978 |